# Huron (Califórnia)
Huron é uma cidade localizada no estado americano da Califórnia, no Condado de Fresno. Foi incorporada em 3 de maio de 1951.

## Geografia
De acordo com o United States Census Bureau, a cidade tem uma área de 4,1 km², onde todos os 4,1 km² estão cobertos por terra.

### Localidades na vizinhança
O diagrama seguinte representa as localidades num raio de 32 km ao redor de Huron.

## Demografia

### Censo 2010
Segundo o censo nacional de 2010, a sua população é de 6 754 habitantes e sua densidade populacional é de 1 640,08 hab/km². Possui 1 602 residências, que resulta em uma densidade de 389,02 residências/km².

### Censo 2000
De acordo com o censo nacional de 2000, a densidade populacional era de 1817,0/km² (4704,4/mi²) entre os 6306, habitantes, distribuídos da seguinte forma:
- 20,36% caucasianos
- 0,32% afro-americanos
- 0,98% nativo americanos
- 0,40% asiáticos
- 0,13% nativos de ilhas do Oceano Pacífico
- 74,77% outros
- 3,04% mestiços
- 98,27% latinos

Existiam 1208 famílias na cidade, e a quantidade média de pessoas por residência era de 4,45 pessoas.